# 徐仲禹
徐仲禹（1920年—1989年），男，江苏铜山人，中华人民共和国军事人物，曾任吉林省军区代司令员，长春市革命委员会主任，第五届全国人大代表。